# Puck (maan)
Puck is een maan van Uranus. De maan is in 1985 ontdekt door Stephen Synnott. Puck is genoemd naar een hobgoblin uit Shakespeares stuk "A Midsummer Night's Dream".
Puck is de op een na grootste van de kleine satellieten van Uranus. De foto hiernaast is op 24 januari 1986 genomen door de Voyager 2 op een afstand van 493.000 km.
Miranda · Ariel · Umbriel · Titania · Oberon

Cordelia · Ophelia · Bianca · Cressida · Desdemona · Juliet · Portia · Rosalind · Cupid · Belinda · Perdita · Puck · Mab · Francisco · Caliban · Sycorax · Margaret · Prospero · Setebos · Stephano · Trinculo · Ferdinand